# Адаті Йосікаґе
Адаті Йосікаґе (*安達義景, 1210 — 30 червня 1253) — середньовічний японський державний і військовий діяч періоду Камакура. Сприяв піднесенню свого клану.

## Життєпис
Походив з самурайського роду Адаті. Другий син Адаті Каґеморі, сюґо провінції Сеццу. Народився у 1210 році. У 1224 році розпочав службу при уряді (бакуфу) сьогунату. Протягом 1230—1240-х років встановив родинні стосунки зі впливовими родами сьогунату, зокрема видав доньку Какусае-сідо за Ходзьо Токімуне.
1242 року призначено особим посланцем бакуфу перед імператорським двором. 1246 року увійшов до Хьодзьо (державної ради сьогунату). 1247 року звитяжив у битві при Ходзі, де було знищено потужний клан Міура. Завдяки цьому рід Ходзьо ще більше посилився.
У 1248 році після смерті очолив клан Адаті. Також призначено комендантом фортеці Акіта (акіцдзо-но-суке) в провінції Дева. Незабаром фактично став військовим губернатором цієї провінції.
У 1250-х роках став буддистським ченцем в миру (нюдо). Помер у 1243 році. Новим головою клану став його третій син Адаті Ясуморі.